# فابيو كارفاليو (لاعب كرة قدم مواليد 2002)
فابيو لياندرو فريتاس غوفيا كارفاليو (بالبرتغالية: Fábio Leandro Freitas Gouveia Carvalho‏) (مواليد 30 أغسطس 2002 في توريس فيدراس، البرتغال) هو لاعب كرة قدم برتغالي لعب في مركز الجناح أو الوسط الهجومي مع نادي ليفربول في الدوري الإنجليزي الممتاز.وفي 13 أغسطس 2024 انتقل للعب في نادي برنتفورد الإنجليزي.

## روابط خارجية
- فابيو كارفاليو على موقع الاتحاد الأوربي (الإنجليزية)
- فابيو كارفاليو على موقع إي إس بي إن إف سي (الإنجليزية)
- فابيو كارفاليو على موقع قاعدة بيانات كرة القدم.إي يو (الإنجليزية)
- فابيو كارفاليو على موقع Soccerbase.com (لاعب) (الإنجليزية)
- فابيو كارفاليو على موقع Soccerway.com (الإنجليزية)
- فابيو كارفاليو على موقع عالم كرة القدم.نت (الإنجليزية)
- فابيو كارفاليو على موقع AS.com (الإسبانية)